# Mercedes-Benz Ponton (Type 120)
La Mercedes-Benz W 120 a été la première voiture de Mercedes-Benz dotée d’une carrosserie autoportante. Le modèle de la catégorie des grande routière est arrivé sur le marché en 1953 en tant que successeur de la 170 (W 136) et il était vendu sous le nom de Mercedes 180 (D). La successeur de la W 120 et de son modèle sœur, la W 121, était la Type 110 "aileron arrière", présentée en 1961.
Avec la 180 D, présentée en 1954 et particulièrement populaire en tant que taxi, la généralisation du moteur diesel dans les voitures particulières a commencé.

## Historique du modèle

### Général

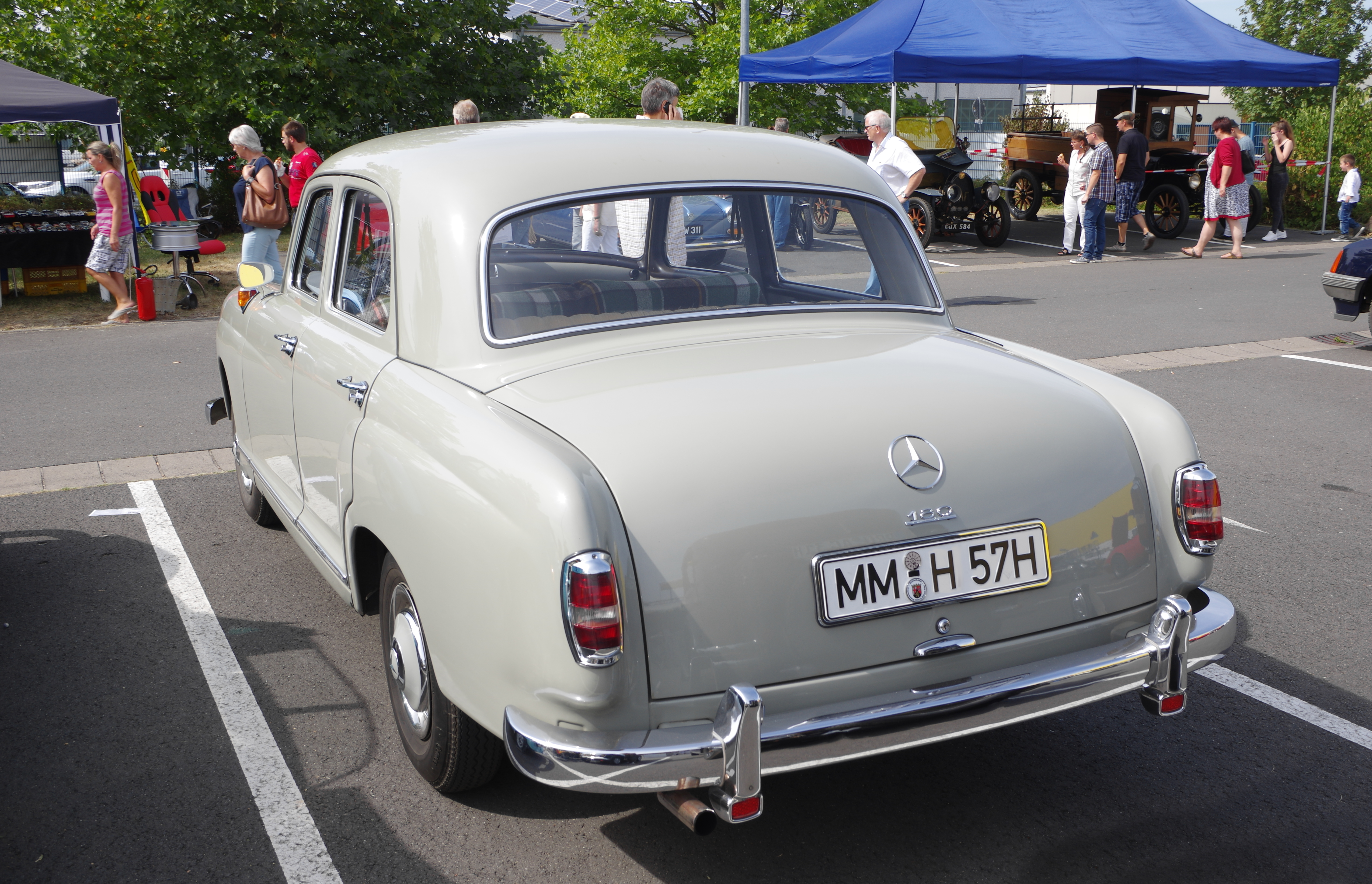
Vue arrière

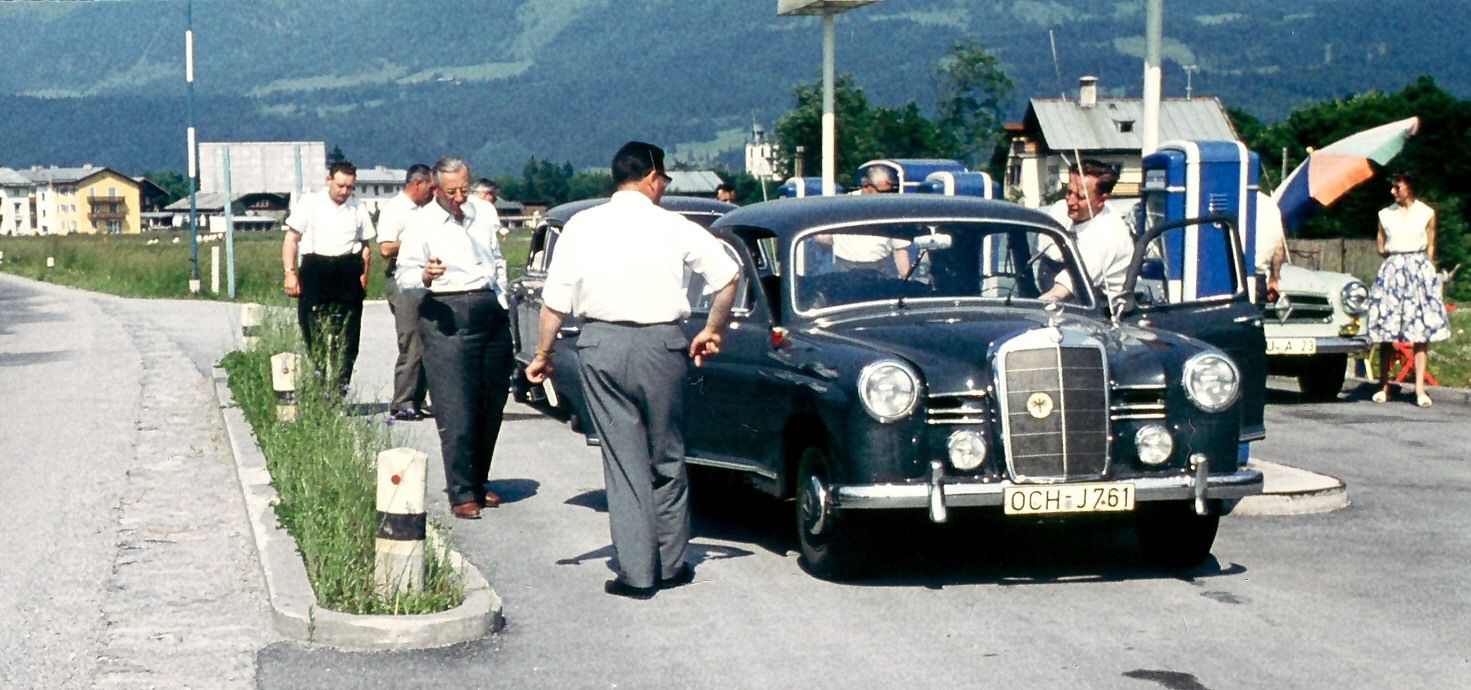
Une W 120 a une station-service, 1961

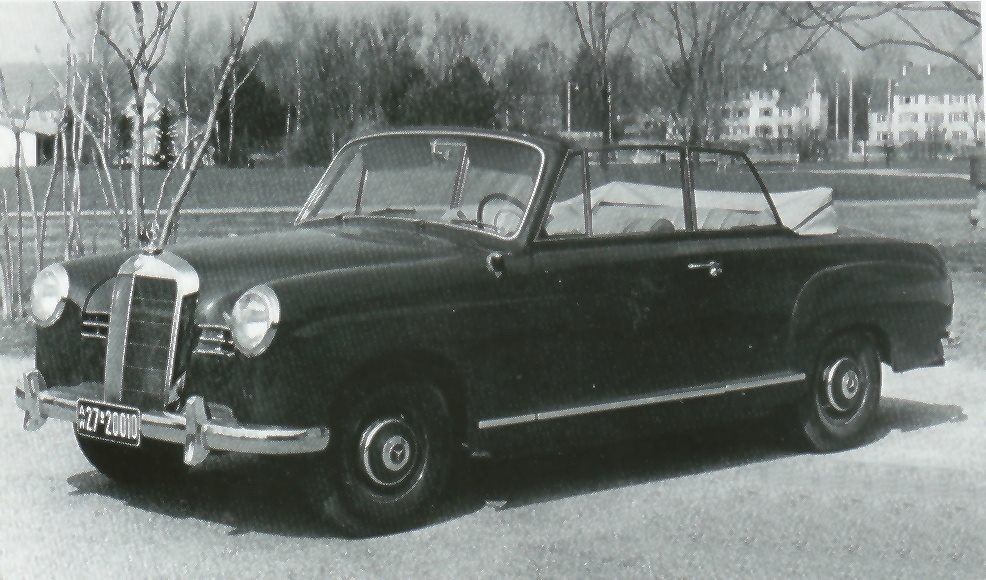
Étude de 1953 d’un cabriolet Ponton 4 places

En 1953, la première Mercedes avec une carrosserie autoportante de forme Ponton, alors moderne, a remplacé les modèles des années 1930 qui n’avaient que les ailes autoportantes. Ainsi, Mercedes a introduit la carrosserie Ponton plus tard que les autres constructeurs.
Jusqu’en 1957, la 180 était propulsée par le moteur essence M 136, techniquement obsolète, de la Mercedes 170 V, conçu dans les années 1930. Le moteur diesel de la 180 D consomme entre 3 et 4 litres de carburant en moins aux 100 kilomètres que le moteur essence. L’essieu oscillant arrière à deux articulations initialement utilisé était considéré comme difficile à contrôler dans de mauvaises conditions météorologiques et il a donc été remplacé par un essieu oscillant à une articulation en 1956.
Alors qu’il n’y avait qu’une berline quatre portes de Mercedes-Benz eux-mêmes, le carrossier Binz fabriquait diverses variantes de carrosserie. Entre autres choses, Binz a construit des breaks qui ont été vendus par des concessionnaires Mercedes. Les véhicules de service de Mercedes-Benz étaient également basés sur ce type. Afin de contourner une restriction à l’importation en Afrique du Sud, un modèle pick-up similaire au Ford Ranchero américain a également été construit entre 1956 et 1958. Certains de ces véhicules à conduite à droite ont été livrés complets et certains devaient être assemblés sur place. Les ambulances construites par Binz avaient un toit légèrement plus haut que les breaks et des doubles portes à l’arrière. D’autres ambulances ont été fabriquées par le fabricant Miesen, qui, contrairement à Binz, a également ajusté la hauteur des vitres latérales à la plus grande hauteur du toit. Au total, 5 667 "excentricités" ont été créés, plus de la moitié d’entre eux sur base de la 180 D.

## Variantes du modèle

### 180/180 D (1953-1959)
La Mercedes 180 est apparue en tant que premier modèle Ponton en septembre 1953. Elle a repris le moteur de 1,8 litre et 52 ch (38 kW) de la précédente Mercedes 170 S. En février 1954, la Mercedes 180 D a suivi avec un moteur diesel de 1,8 litre et 40 ch (29 kW), également repris du modèle précédent, dont la puissance a été portée à 43 ch (32 kW) en 1955.

### 180 a (1957-1959)
À partir de juillet 1957, la Mercedes 180 (180 a en interne) est équipée du moteur de 1,9 litre plus puissant introduit dans la nouvelle 190 (W 121) l’année précédente, mais réduit à 65 ch (48 kW). Comme son modèle sœur, elle était également proposée avec un équipement amélioré. Il comportait une étoile Mercedes plus grande sur les enjoliveurs, une calandre légèrement plus large et des feux arrière plus grands. À partir d’août 1958, la 180 reçoit les vitres battantes dans les portes avant comme sur la 190.

### 180 b/c et 180 Db/Dc (1959-1962)
Pour l’IAA 1959, les Ponton à moteurs quatre cylindres ont été révisées. Elles ont obtenu une large calandre et les protections du pare-chocs avant ont été supprimées. La Mercedes 180 a également obtenu le système de freinage plus puissant de la Mercedes 190. Les performances des moteurs essence ont été portées à 68 ch (50 kW). En interne, elles ont reçu la lettre de code "b". La Mercedes 180 (avec la lettre de code "c" en interne) a également été construite jusqu’en octobre 1962 sous le nom de Mercedes 180 Dc avec un moteur diesel agrandi à 2 litres pour 48 ch (35 kW).

## Photos

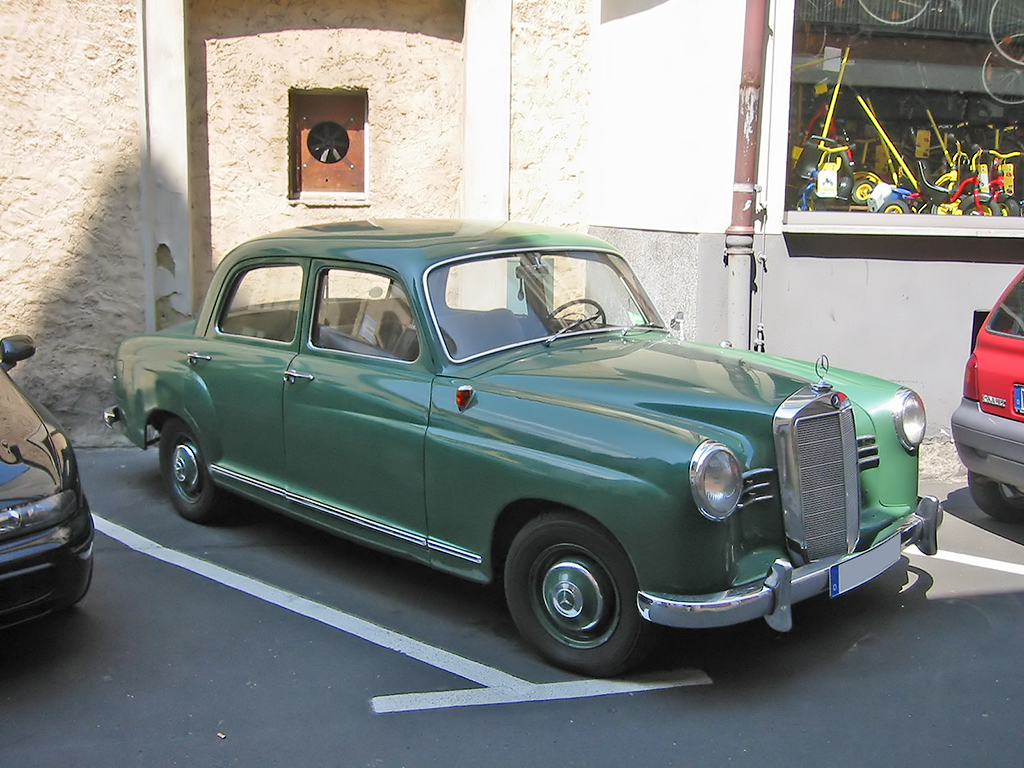
180 de 1953 à 1957, masque de radiateur étroit, protections de pare-chocs
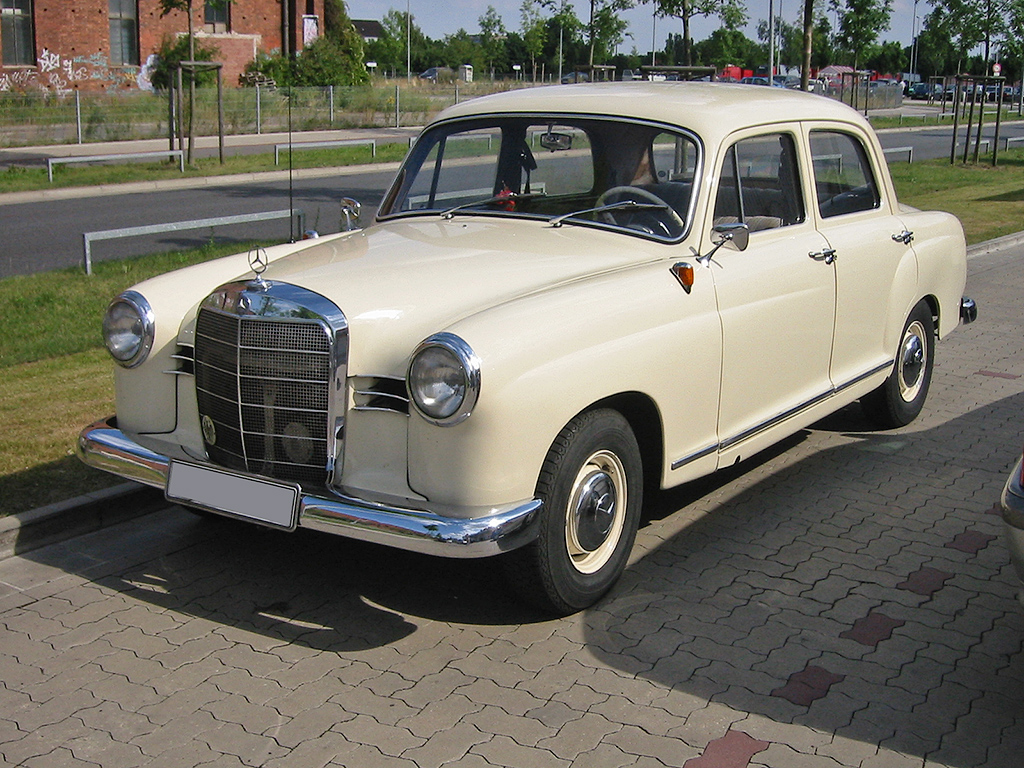
180 b de 1959 à 1961, masque de radiateur large, pas de protections de pare-chocs
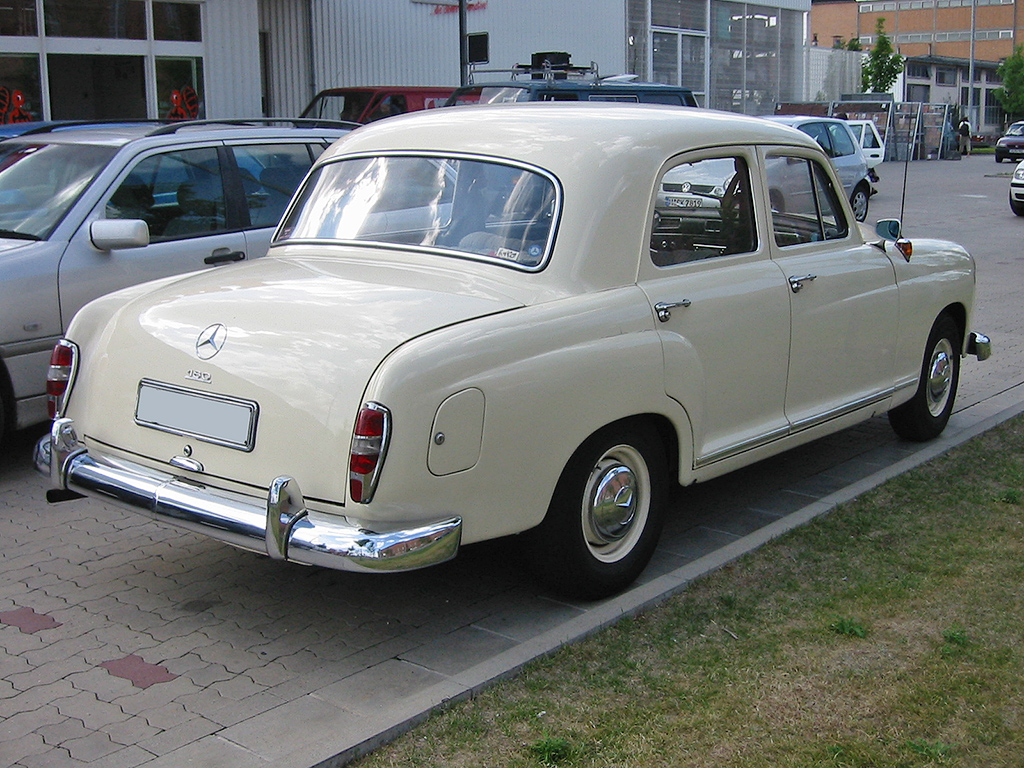
180 b (1959–1961)
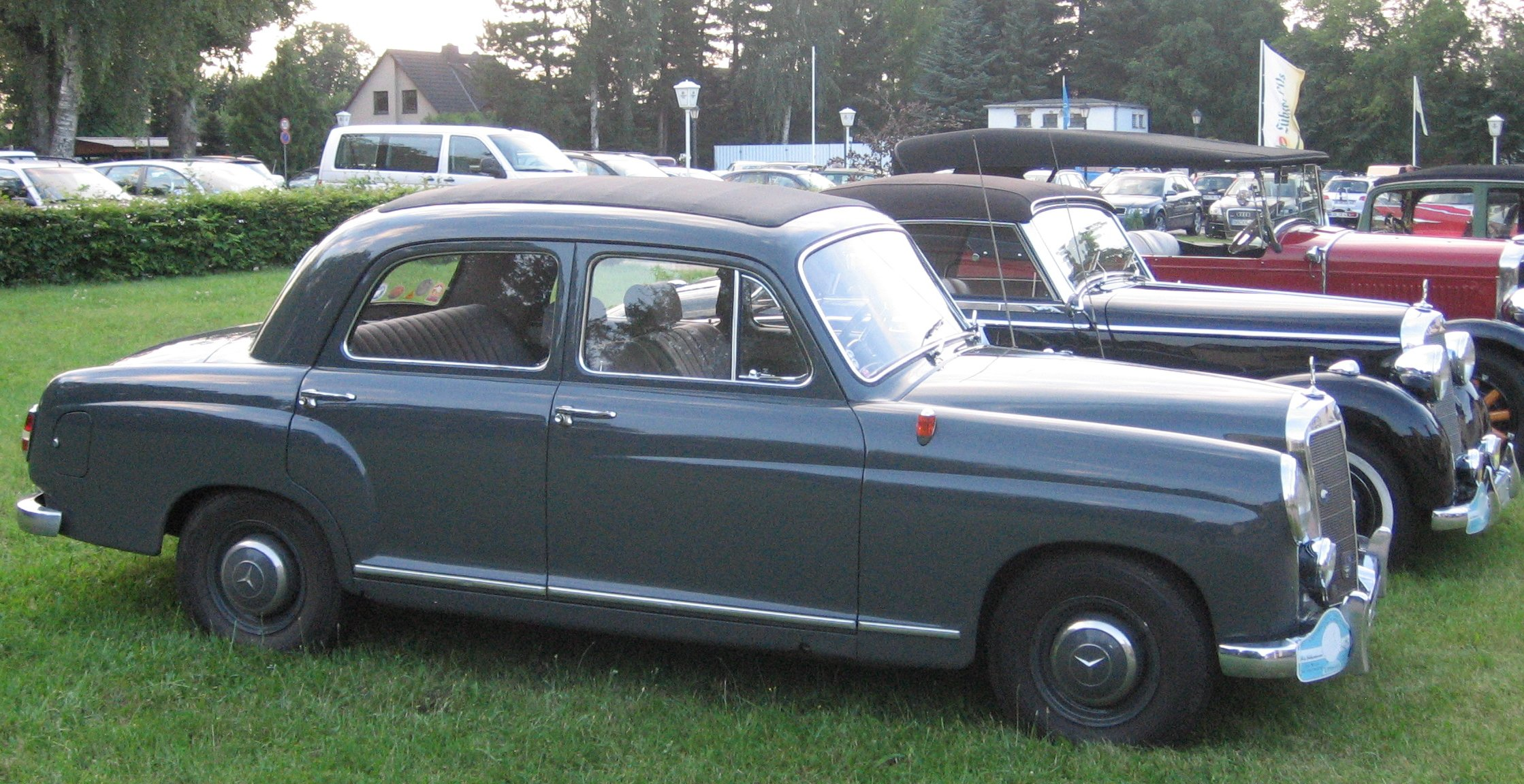
180, vue de côté
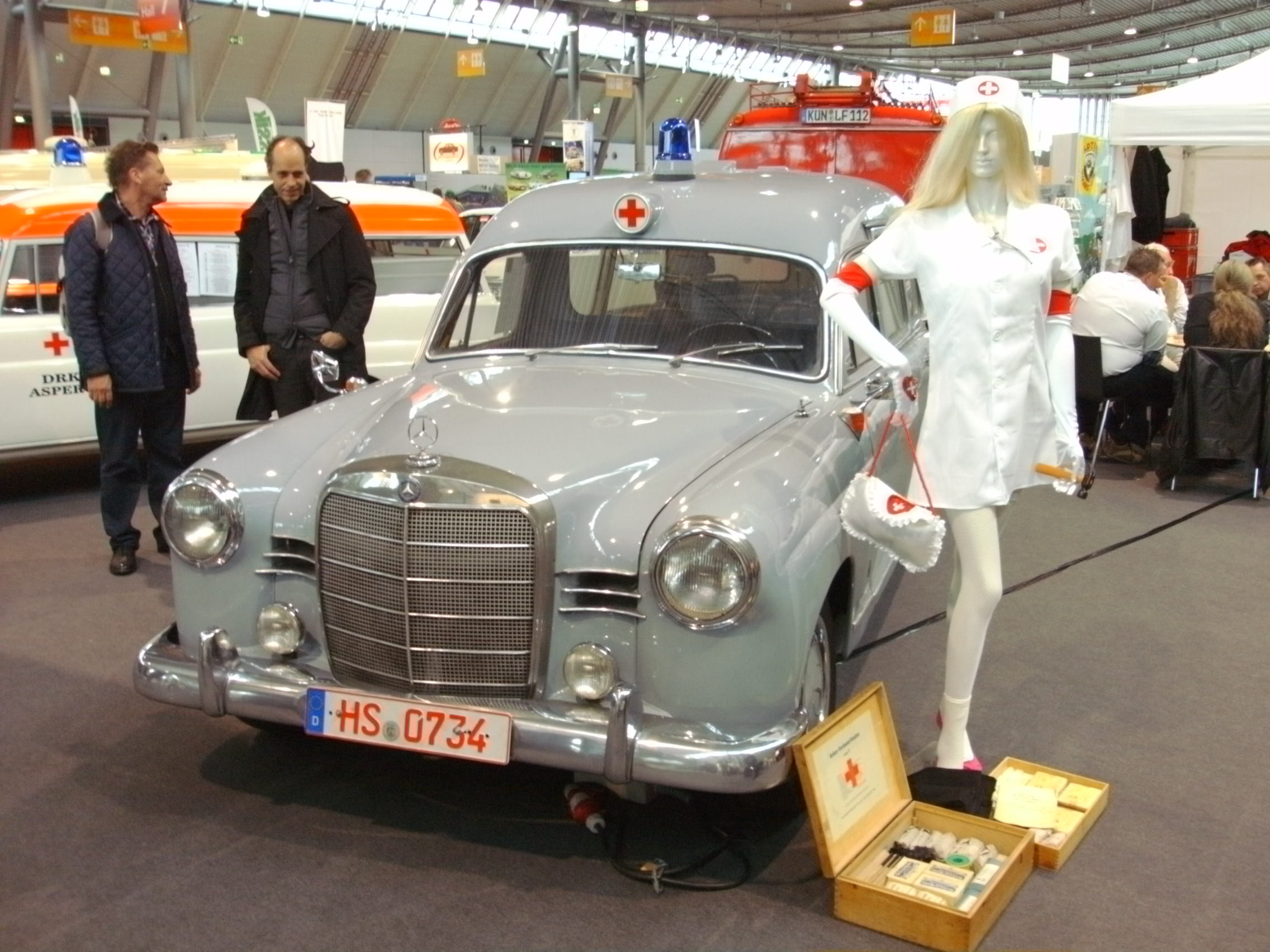
180 en tant qu’ambulance (carrosserie Miesen)
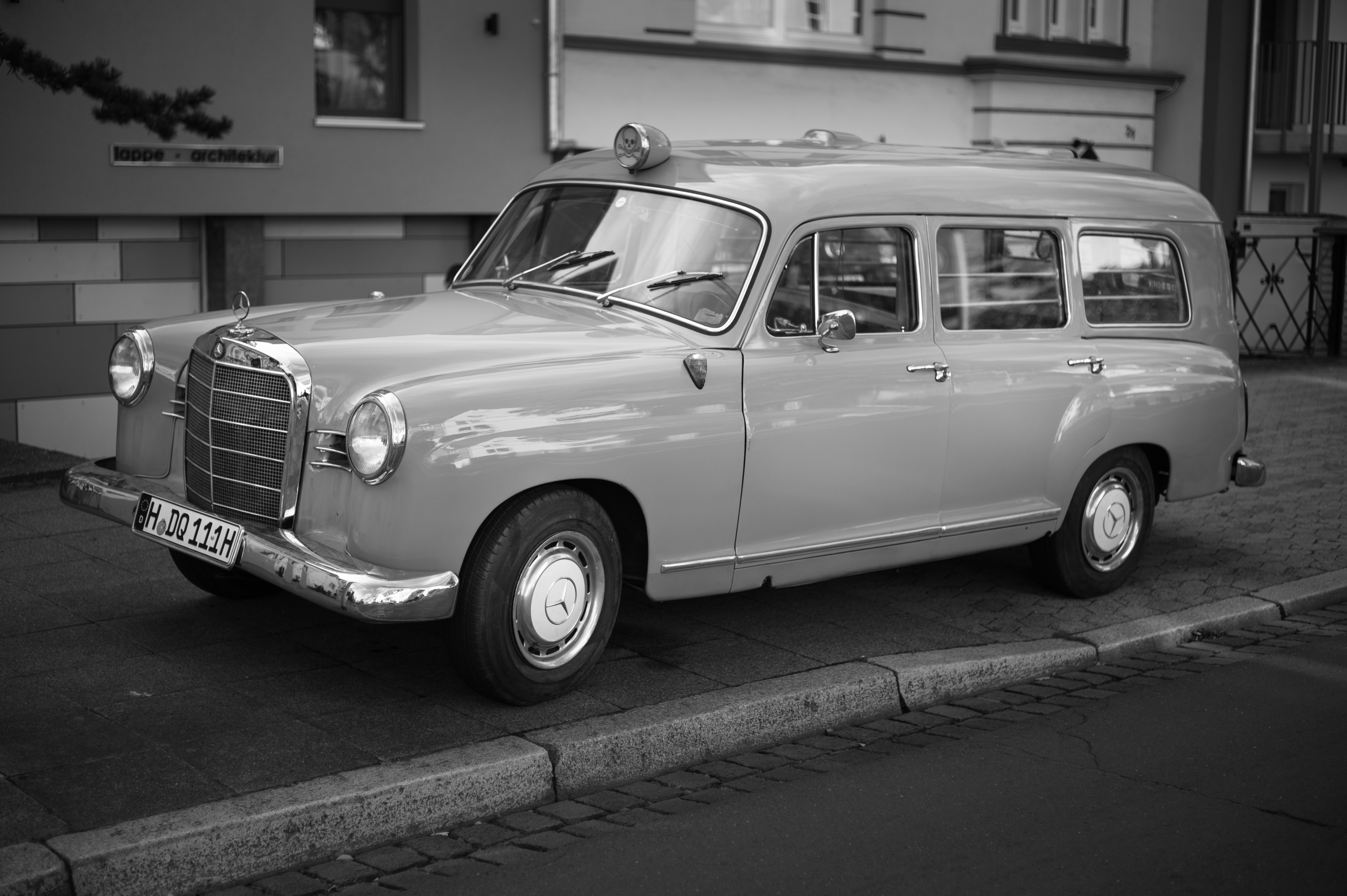
180 en tant qu’ambulance avec une carrosserie Binz
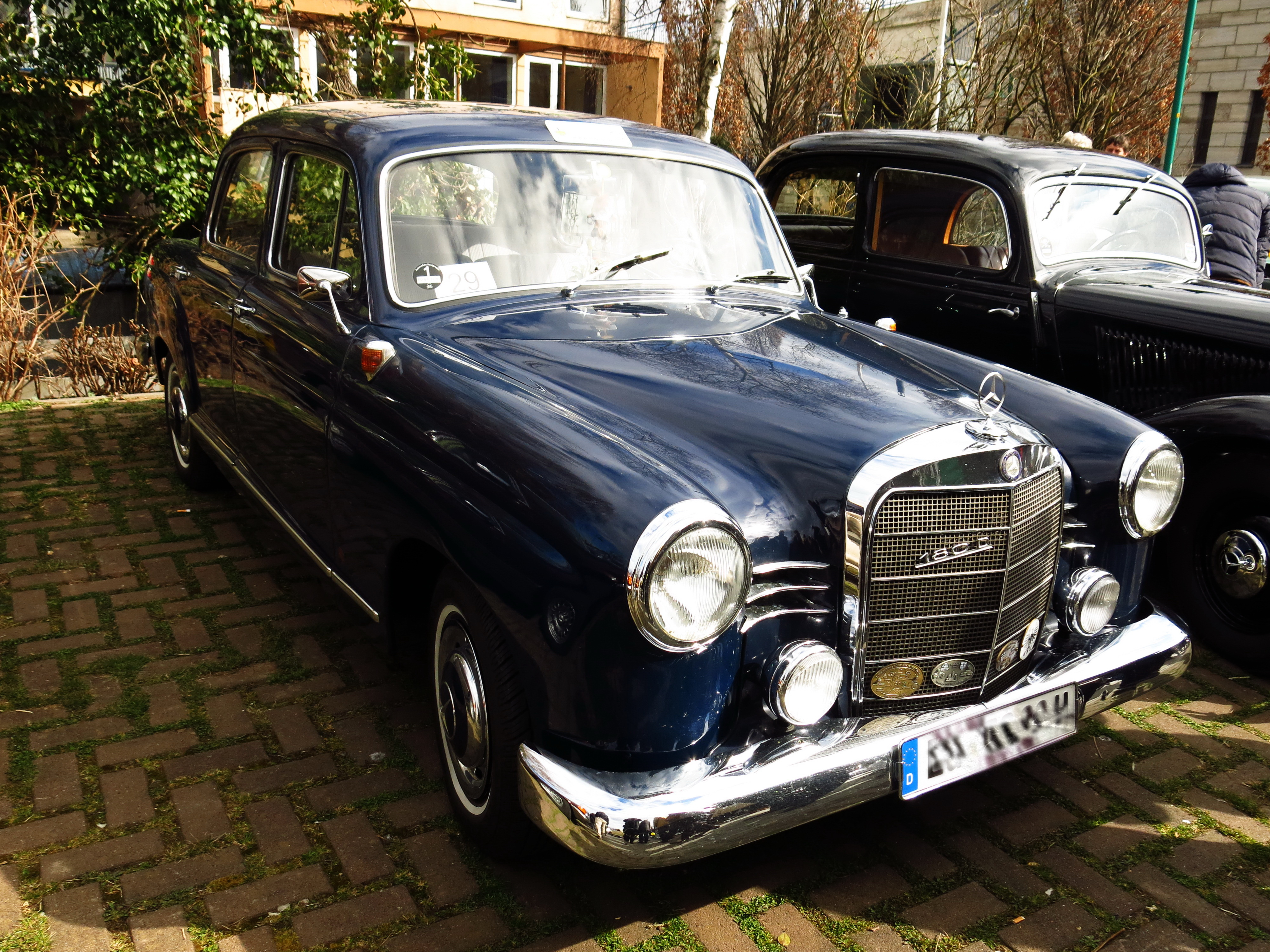
180 D
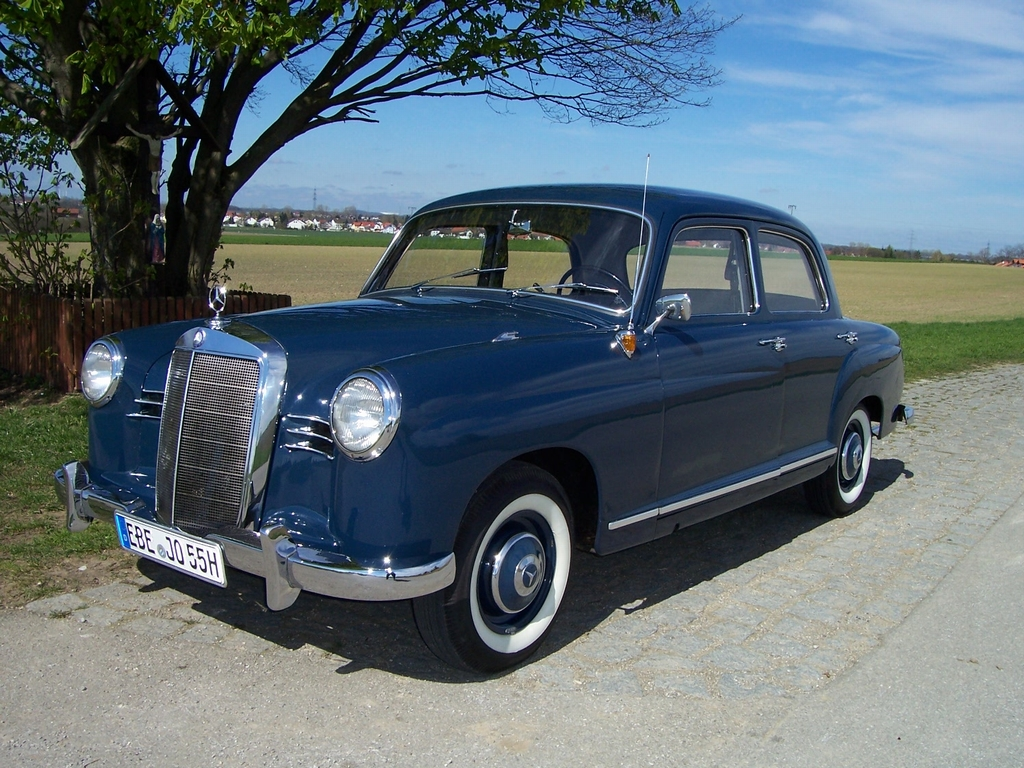
180
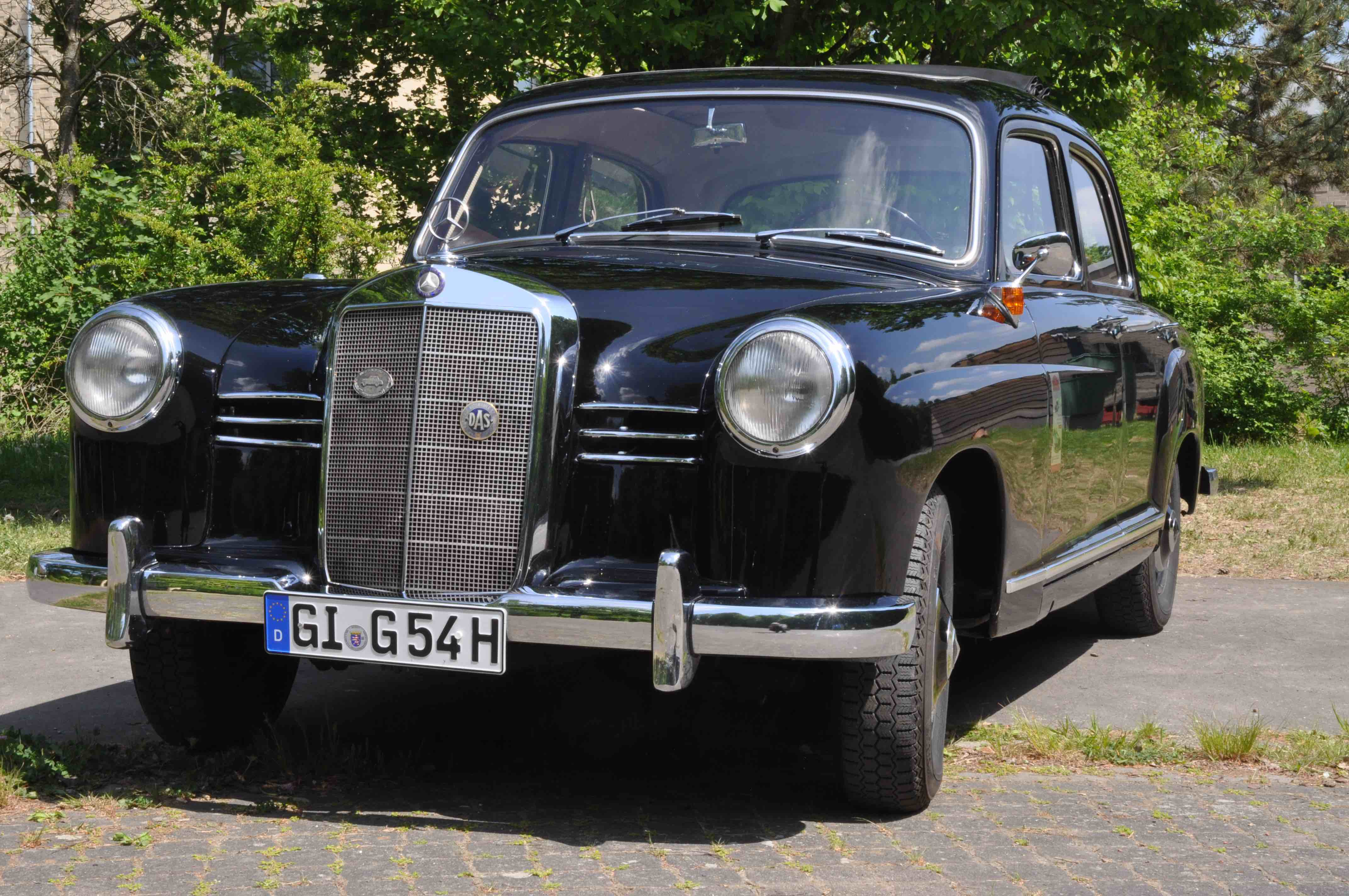
180, vue avant
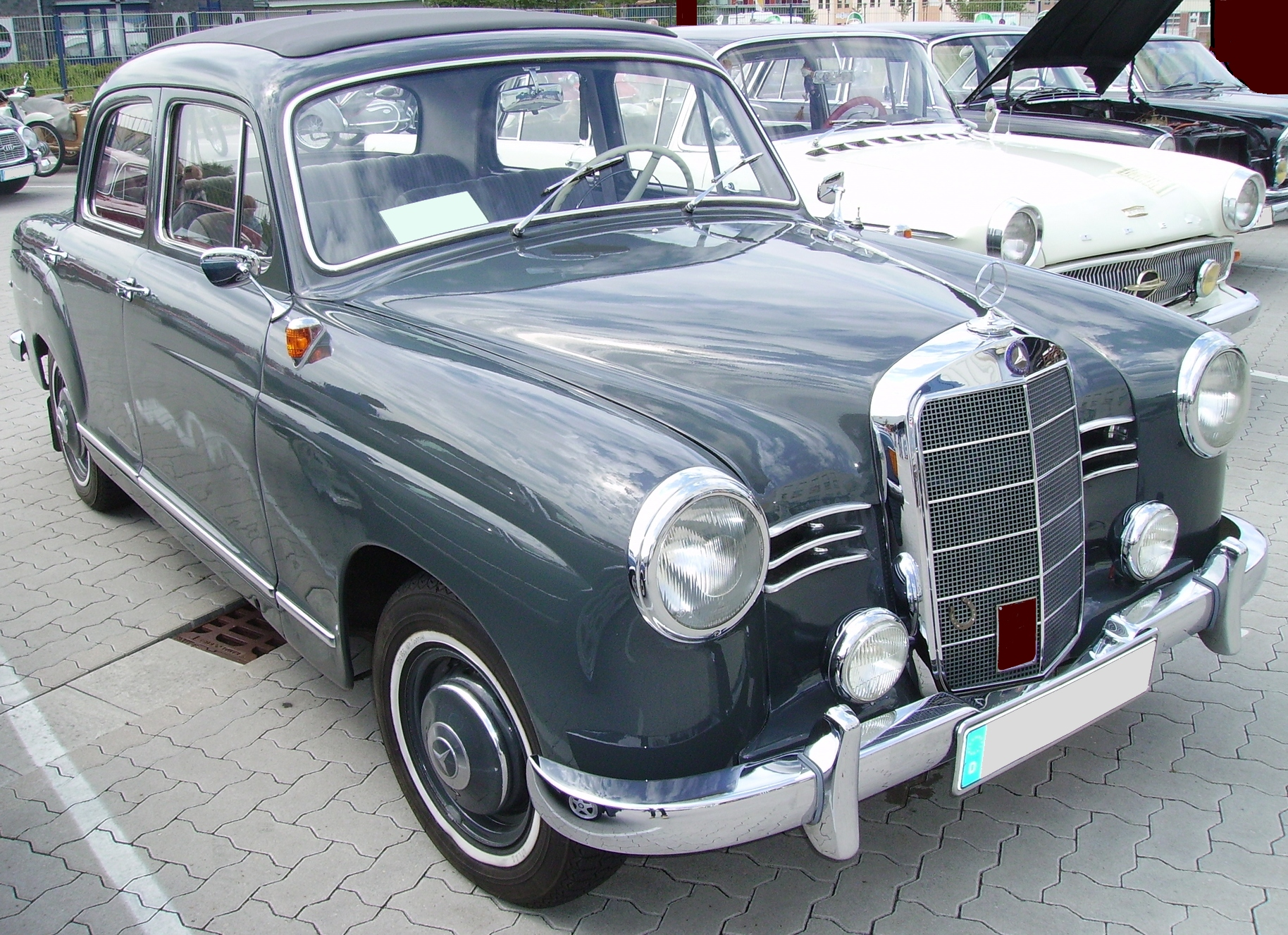
180 D
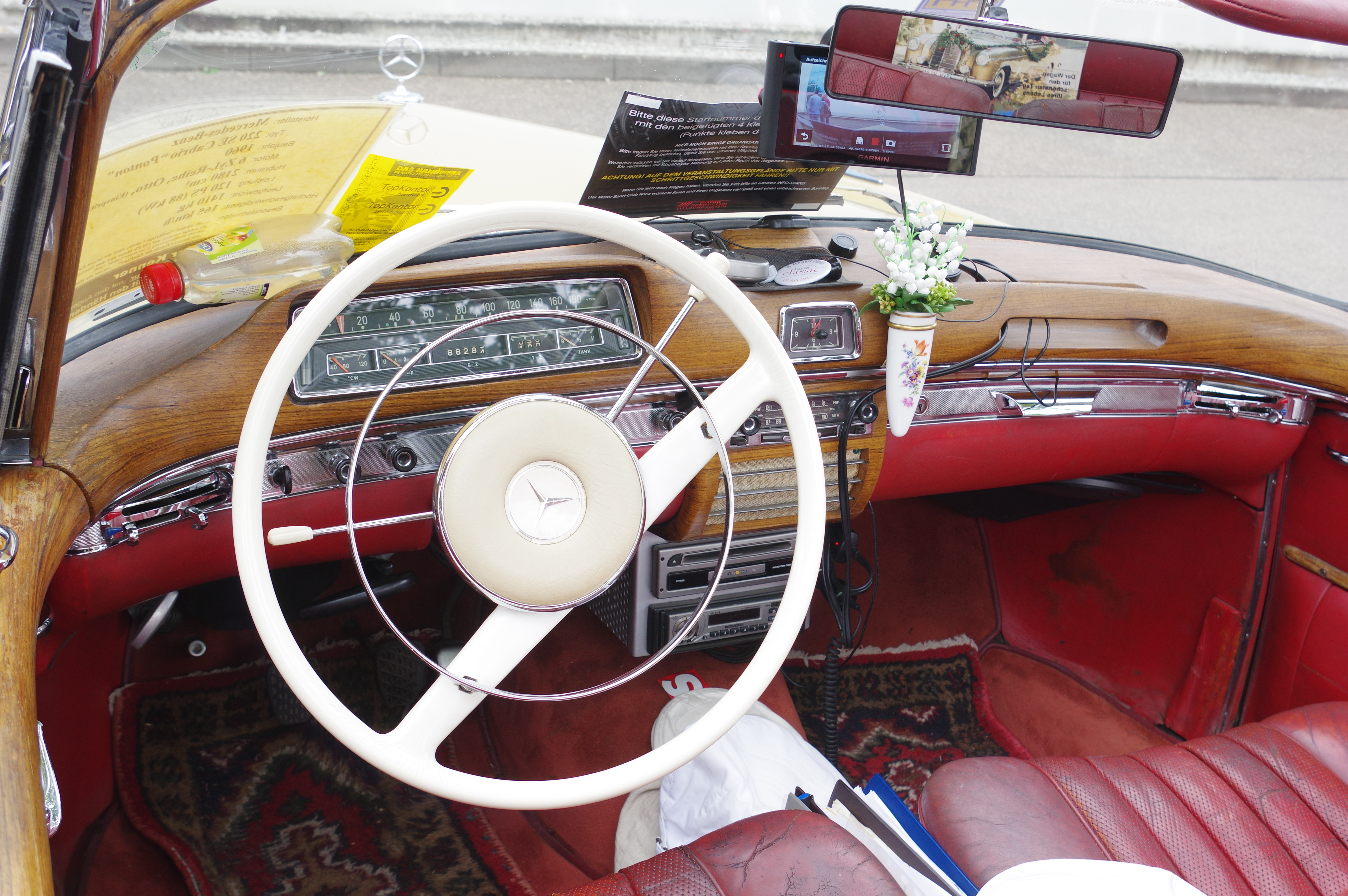
180, intérieur

## Production W 120
| Année       | 1953 | 1954  | 1955  | 1956 | 1957 | 1958  | 1959  | 1960  | 1961  | 1962 | total  |
| ----------- | ---- | ----- | ----- | ---- | ---- | ----- | ----- | ----- | ----- | ---- | ------ |
| 180 (W120)  | 4362 | 20306 | 17704 | 8464 | 1350 | 0     | 0     | 0     | 0     | 0    | 52186  |
| 180a (W120) | 0    | 0     | 0     | 0    | 4656 | 15967 | 6730  | 0     | 0     | 0    | 27353  |
| 180b (W120) | 0    | 0     | 0     | 0    | 0    | 0     | 7314  | 14384 | 7717  | 0    | 29415  |
| 180c (W120) | 0    | 0     | 0     | 0    | 0    | 0     | 0     | 0     | 4980  | 4300 | 9280   |
| total       | 4362 | 20306 | 17704 | 8464 | 6006 | 15967 | 14044 | 14384 | 12697 | 4300 | 118234 |

W 120 Diesel
| Année         | 1953 | 1954  | 1955  | 1956  | 1957  | 1958  | 1959  | 1960  | 1961  | 1962 | total  |
| ------------- | ---- | ----- | ----- | ----- | ----- | ----- | ----- | ----- | ----- | ---- | ------ |
| 180 D (W120)  | 11   | 15532 | 20345 | 21013 | 22910 | 26693 | 9981  | 0     | 0     | 0    | 116485 |
| 180 Db (W120) | 0    | 0     | 0     | 0     | 0     | 0     | 8076  | 11151 | 5449  | 0    | 24676  |
| 180 Dc (W120) | 0    | 0     | 0     | 0     | 0     | 0     | 0     | 0     | 4822  | 7000 | 11822  |
| total         | 11   | 15532 | 20345 | 21013 | 22910 | 26693 | 18057 | 11151 | 10271 | 7000 | 152983 |